# Duché de Parme et Plaisance
1545-–1859
Entités précédentes :
- États pontificaux

Entités suivantes :
- Royaume d'Italie

Le duché de Parme et Plaisance (en italien : Ducato di Parma e Piacenza) est un ancien État italien, créé en 1545 par le pape Paul III Farnèse au profit de son fils Pierre-Louis. Il a le statut de fief impérial, dit fief latin. De 1748 à 1802, puis de 1815 à 1847, le duché de Parme et Plaisance est augmenté du duché de Guastalla (d'où la dénomination italienne : Ducato di Parma, Piacenza e Guastalla)
Les Farnèse restent à la tête du duché jusqu'en 1731.  Ils parviennent à préserver leur autonomie et leur intégrité territoriale malgré les prétentions de la France, de l'Espagne et de l'Autriche. Après leur disparition en 1731, au profit d'une branche des Bourbons d'Espagne (la maison de Bourbon-Parme), le duché devient un État satellite de l'Espagne, puis de la France ou de l'Autriche, selon les périodes. 
Il dispose cependant de son administration, de sa justice, d'un hôtel des monnaies et de son armée jusqu'à son annexion au royaume de Sardaigne en 1860, prélude à l'intégration au royaume d'Italie.

## Géographie

### Géographie physique
Lorenzo Molossi, haut fonctionnaire du duché sous le règne de Marie-Louise, réalise, à sa demande, une étude statistique qui est publiée par l'imprimerie ducale en 1834 sous le titre de Vocabolario topografico dei ducati di Parma Piacenza e Guastalla. Il décrit les duchés comme comprenant les anciens États Pallavicino situés à Busseto et la principauté Landi située à Borgotaro, l'ensemble étant localisé entre le 44e degré et le 45e degré de latitude boréale et le 26e degré et 28e degré de longitude. Sa forme est quelque peu arrondie, se détachant des Apennins sur le flanc ouest par de larges et profondes vallées qui sont parcourues par de nombreux torrents (principalement le Taro, la Trebbia, l'Enza, la Parma et le Nure). Le point le plus élevé est l'Alpe di Succiso qui culmine à 2 017 mètres.
Les vallées sont généralement recouvertes de forêts de hêtres, de chênes verts et de châtaigniers et s'allongent vers les fertiles terres du Pô. De nombreux canaux et de nombreuses routes quadrillent le territoire. La principale, la Via Æmilia, traverse le duché du sud-est au nord-ouest en passant par Parme, Fidenza, Fiorenzuola.
Le climat est tempéré. L'air est décrit, par Lorenzo Molossi en 1834, comme généralement salubre, à l'exception de quelques zones du Pô.

### Géopolitique
Le duché est entouré, au sud, par le duché de Modène et Reggio, au nord, par le duché de Milan qui est, pendant une longue période, sous domination autrichienne, à l'ouest, par la république de Gênes jusqu'à son annexion par le royaume de Sardaigne et, à l'est, par Mantoue, tour à tour duché puis territoire autrichien. L'Autriche exerce une étroite surveillance sur toute la région, ce qui soulève une hostilité croissante de la part de la population. Le Guastalla fait partie du duché de 1815 à 1848. Celui-ci est cédé par Charles II, duc de Parme au duché de Modène par le traité secret de Florence du 28 novembre 1844. Le duché prend alors le nom de Ducato di Parma, Piacenza e Stati annessi (duché de Parme, Plaisance et États annexes), par dérision, la population l'appelle Ducato di Parma, Piacenza e Sassi annessi (duché de Parme, Plaisance et Cailloux annexes). Pontremoli devient une province des États parmesans jusqu'en 1859 sous le nom de Lunigiana parmense et comprend six communes du haut val di Magra : Pontremoli, Zeri, Mulazzo, Villafranca in Lunigiana, Bagnone et Filattiera.

## Histoire

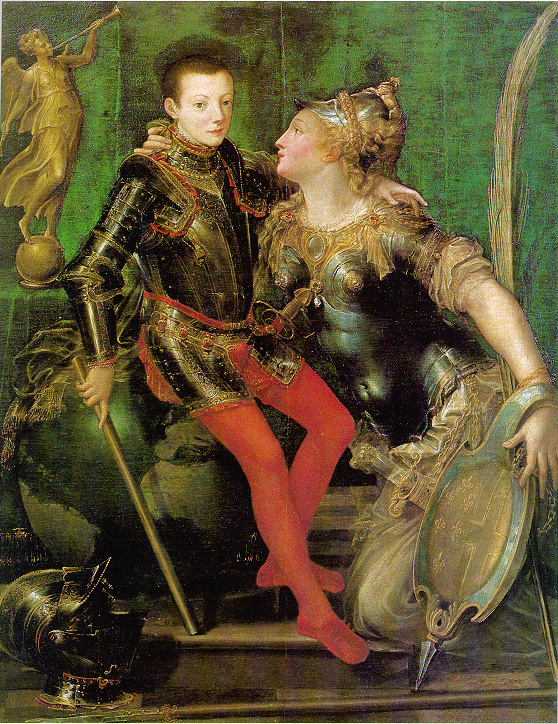
Parme embrasse
Alexandre Farnèse,
Girolamo Mazzola Bedoli, 1556,
galerie nationale de Parme.

En 1545, le pape Paul III crée le duché de Parme et Plaisance pour le donner à son fils Pierre-Louis Farnèse. Durant trois siècles, le duché est aux mains des Farnèse, huit générations se succèdent avant l'extinction de la dynastie suivi, à partir de 1731, des Bourbon. En 1748, lui est adjoint le duché de Guastalla. La domination bourbonienne est interrompue au cours de deux périodes, par les Habsbourg et par l'annexion au Premier Empire français de 1808 à 1814. En 1859, les territoires ducaux sont incorporés à la province d'Émilie et, par la suite, annexés au royaume de Sardaigne après le plébiscite du 5 mars 1860.

## Gouvernement

### Administration et institutions

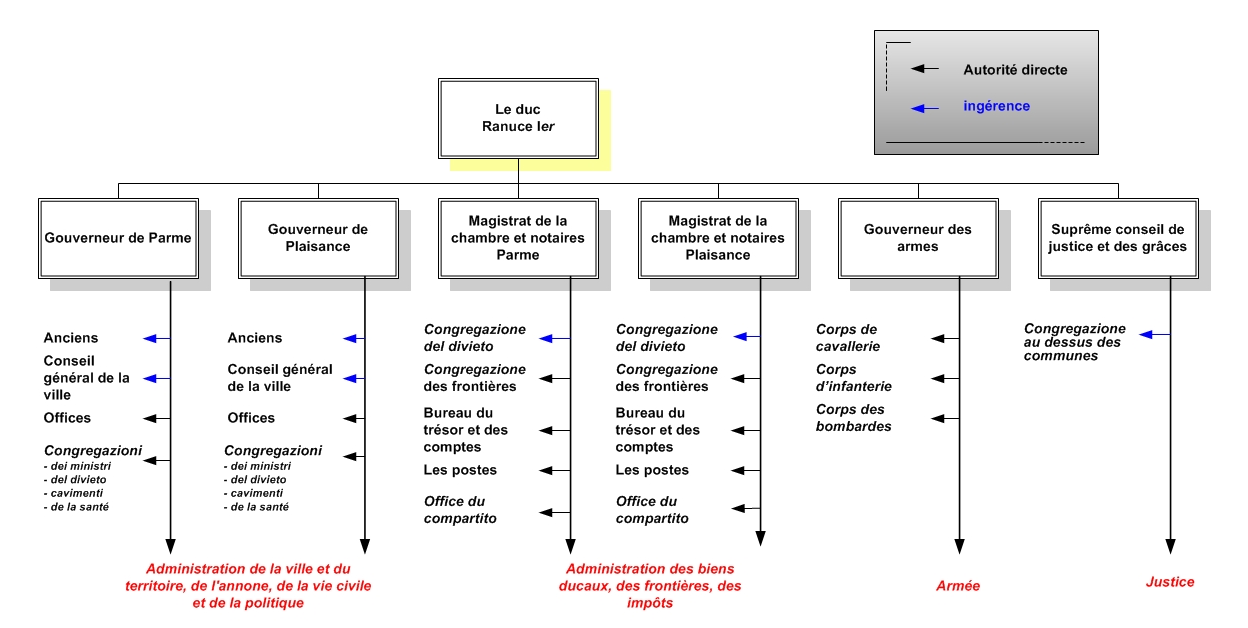
L’administration sous Ranuce Ier.

Sous les Farnèse, le duché ne connaît qu'un régime absolutiste sous l'autorité du duc. Dans la continuité de l'administration pontificale, une administration est constituée avec la nomination, par le duc Pierre-Louis Farnèse, des gouverneurs des villes de Parme et Plaisance (les podestà) et d'un conseil de justice.
L'organisation administrative s'accompagne de différents bureaux (ufficio) et de commissions dénommées congregazioni. Parmi les bureaux, il existe un office de la trésorerie et des comptes, une magistrature de la chambre et des notaires de la chambre qui sont chargés de gérer les biens du duché, un office des frontières et un office du compartito chargé de lever les taxes en fonction de la catégorie des terrains. Parmi les commissions, il y a celle dite « au-dessus des communes » destinée à vérifier l'équité des taxes, celle des cavamenti qui gère les eaux et les canaux et une commission de la santé. L'enseignement est confié aux jésuites au sein des collèges San Rocco et Santa Caterina dit collège des nobles.
En ce qui concerne la justice, Pierre-Louis instaure, à Plaisance, un conseil suprême de justice et des grâces, qui constitue la plus haute magistrature. Déplacé à Parme par les successeurs du souverain, ce conseil est assisté des magistrats civils (uditori civili) et criminels (uditori criminale) chargés de toutes les causes civiles. Sous Octave Farnèse, afin d'assurer l'impartialité des organismes, les gouverneurs et la moitié des membres des secrétariats et des magistratures ne sont pas originaires du duché.
En 1594, Ranuce Ier Farnèse établit les Constituzioni qui fixent de manière définitive les structures de l'État, les pouvoirs du conseil suprême de justice et des grâces, le fonctionnement des procédures civiles et des rentes ducales.
Sous le règne des Bourbon-Parme, le régime évolue vers le despotisme éclairé et un grand nombre d'administrations sont réformées. Ainsi, le gouverneur de Parme est placé à la tête du conseil suprême de justice et des grâces. Toutes les magistratures financières sont regroupées en une magistrature suprême des finances royales, tandis que la gestion des biens ducaux est rassemblée dans une « ferme générale ». Lors de la présence autrichienne, les magistrats de la chambre sont remplacés par une direction des finances royales avant d'être rétablis par les Bourbon et une juridiction suprême, destinée « à défendre et à revendiquer les droits de la souveraineté contre tous les abus », est créée. Cette juridiction est maintenue par les Bourbon jusqu'en 1788, sous le nom de junte royale de juridiction. Elle est associée à une surintendance royale des lieux pieux et du patrimoine des pauvres destinée à vérifier le patrimoine des couvents et les lieux pieux du duché.
En 1814, l'Autriche pourvoit à l'administration du duché, elle met en place un conseil d'État présidé par un ministre d'État qui dispose de la presque totalité des pouvoirs : l'administration publique, les finances et la caisse impériale, la justice et les affaires militaires. La censure s'applique afin de sauvegarder la réputation de la famille régnante et restreindre l'information sur les événements politiques étrangers tels que les mouvements insurrectionnels, afin d'éviter leur propagation. L'administration est complétée d'une chambre et d'un tribunal des comptes, un service des contributions directes et du cadastre, une direction du patrimoine de l'État.
Dès 1816, deux ministères, l'intérieur et les finances, remplacent la fonction de ministre d'État. En 1821, s'ajoute un secrétariat d'État et son cabinet et, en janvier 1831, un conseil intime d'État est créé, dirigé par un secrétaire d'État. L’administration du pays est alors divisée en quatre sections dirigées par un directeur : la justice et la police, l'intérieur, les finances, et les eaux et routes avant de revenir, dès juin 1831, à un découpage en deux sections, selon le terme employé, les finances et l'intérieur. En 1846, l'administration est de nouveau réformée avec la création de trois départements : justice, intérieur et finances, auxquels s'ajoute, en 1851, un département des affaires étrangères. Plaisance dispose d'un tribunal d'appel alors que Parme est le siège du tribunal suprême de révision. Chaque ville a par ailleurs un tribunal d'instance.

### Organisation territoriale

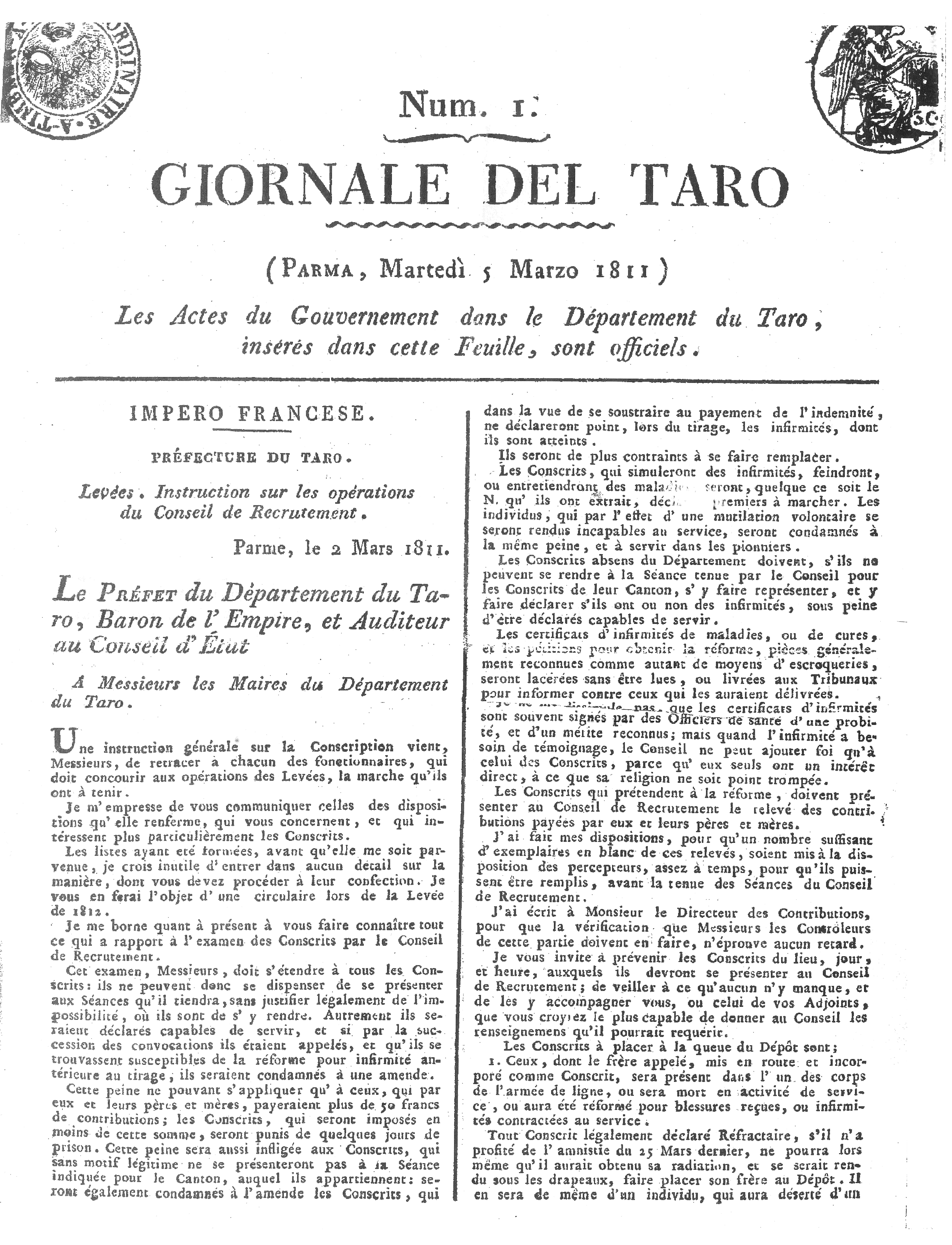
Édition du it alors que Parme est la préfecture du département français du Taro.

Lors de l'occupation française, le territoire est divisé en quatre circonscriptions administrés par un sous-préfet dont les chefs-lieux sont Parme, Plaisance, Borgo San Donnino (actuellement Fidenza) et Guastalla, auxquels s'ajoute en 1806 Bardi. En 1806, le territoire de Guastalla est cédé à Pauline Bonaparte. Les territoires parmesans sont divisés par le préfet Hugues Nardon en treize communes avant de devenir le département français du Taro en 1808. Il intègre pleinement les institutions françaises, le département dispose de six députés membres du Corps législatif.
Avec la Restauration, l'organisation territoriale est redéfinie par un règlement organique en 1814. Le duché est divisé en deux « gouvernements » : celui de Parme qui comprend Parme, Guastalla, Borgo Taro et une partie de la région de Borgo San Donnino (Borgo San Donnino, Salso, Bussetto, Zibello, San Secondo, Soragna, Fontanellato, Noceto et Pellegrino), et celui de Plaisance qui comprend Plaisance, Monticelli d'Ongina, Cortemaggiore, Firenzuola, Castell'Arquato, Lugagnao, Carpaneto et le reste de la région de Borgo San Donnino. En 1821, le territoire est divisé en 14 districts administrés par un commissaire du gouvernement et en communes. Les villes de Parme et Plaisance sont, quant à elles, administrées par un conseiller d'État dont le titre est « délégué du gouvernement ». Les deux « gouvernements » sont sous l'autorité d'un ministre directement dépendant de Marie-Louise d'Autriche.
En 1831, l'administration territoriale est revue. Parme et Plaisance gardent leur statut de « gouvernements » tandis que Borgo San Donnino, Guastalla et Borgo Taro deviennent des « commesseria ». En 1849, avec la cession de Guastalla, Pontremoli devient une « commesseria » puis, en novembre, les circonscriptions prennent le nom de provinces dirigées par un préfet, les gouverneurs de Parme et Plaisance restant en place.
Lors de l'annexion au royaume de Sardaigne en 1861, la nouvelle province de Parme se compose de 52 communes et est subdivisée en trois circonscriptions (Parme, Borgo San Donnino et Borgotaro).

### Grands aménagements
Octave Farnèse est un grand bâtisseur. En 1558, il débute à la demande de son épouse Marguerite de Parme la construction du Palazzo Farnese à Plaisance. Il choisit de résider à Parme et pour établir sa cour, il fait construire en 1564 le Palazzo ducale del Giardino ainsi que de vastes édifices qui prennent le nom de Palazzo della Pilotta sous Ranuce Ier. Sur le plan militaire, Octave et son fils Alexandre poursuivent le projet de Pierre-Louis en faisant construire une citadelle composée de cinq bastions sur le modèle de celle d'Anvers, cependant Parme ne connaît pas une politique d'aménagement immobilière digne d'une capitale.
Sous le règne des Bourbon, Guillaume Du Tillot fait ouvrir la route vers la Ligurie jusqu'à Bardi et rénover la ville de Parme. Ennemond Alexandre Petitot, assisté de Jean Baptiste Boudard, modernise le centre-ville, réalisant un boulevard arboré dénommé le Stradone à l'extrémité duquel se trouve un casino encore dénommé ainsi actuellement. Il rénove également la façade de l'église de San Pietro Apostolo dans un style néoclassique.
Le premier grand ouvrage réalisé sous le règne de Marie-Louise d'Autriche est la construction du pont sur la rivière Taro conçu par Antonio Cocconcelli qui occupe 300 ouvriers. Les travaux commencent en 1816 et durent trois ans, non sans de longues interruptions dues à des crues de la rivière. L'inauguration a lieu le 10 octobre 1819. Marie-Louise relance le projet napoléonien d'une route pour traverser les Apennins. Elle mène à sa fin le chantier du cimetière de la Villetta.
Pour répondre aux nécessités d'hygiène, elle fait construire à la Ghiaia les beccherie, un bâtiment qui rassemble les boucheries. On lui doit, ainsi qu'à l'architecte de cour Nicola Bettoli, l'aménagement néoclassique de sa capitale. Après l'aménagement du théâtre Farnèse, Marie-Louise, qui aime la musique, fait construire le nouveau théâtre ducal, maintenant Teatro Regio, dont la construction débute en 1821 pour s'achever en 1829, pour un coût astronomique de 1 190 664 lires.

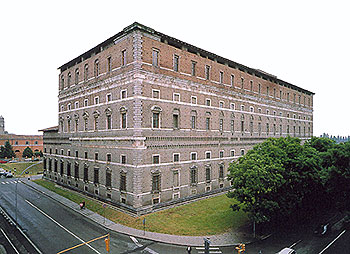
Le Palais Farnèse de Plaisance, réalisation des Farnèse.
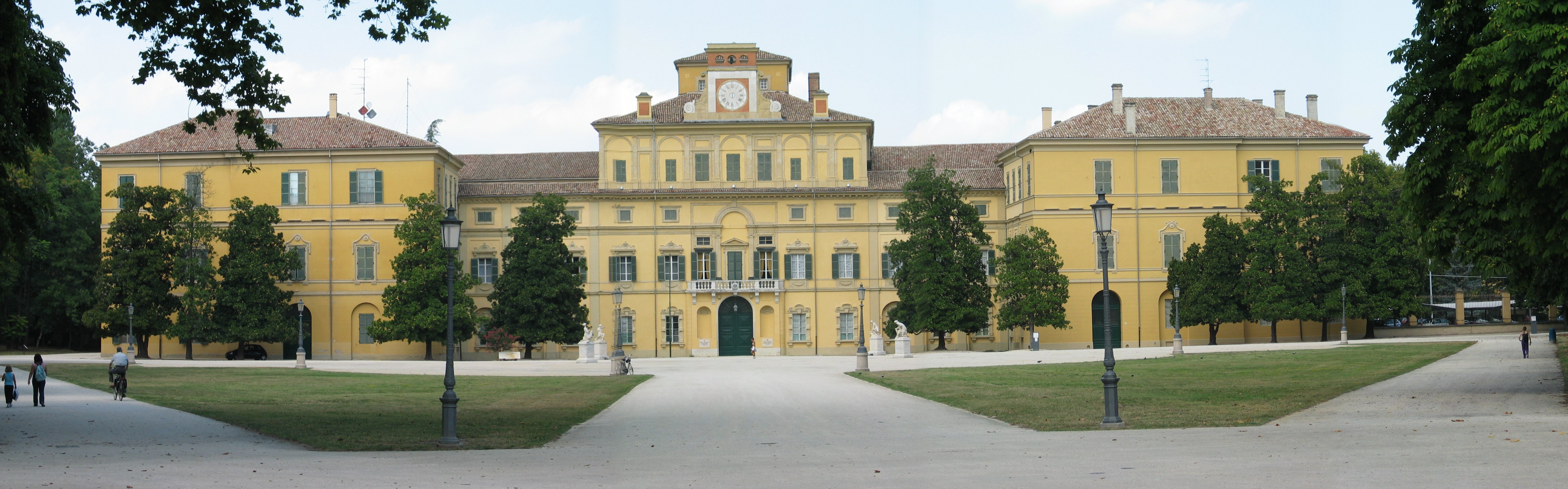
Le palazzo ducale del Giardino, réalisation des Farnèse.
Le palazzo della Pilotta, réalisation des Farnèse.
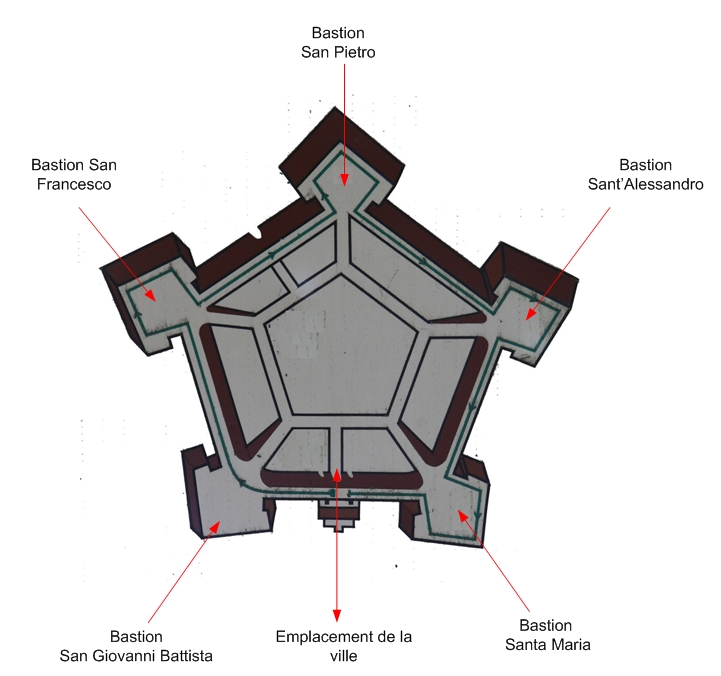
La citadelle de Parme, réalisation des Farnèse.
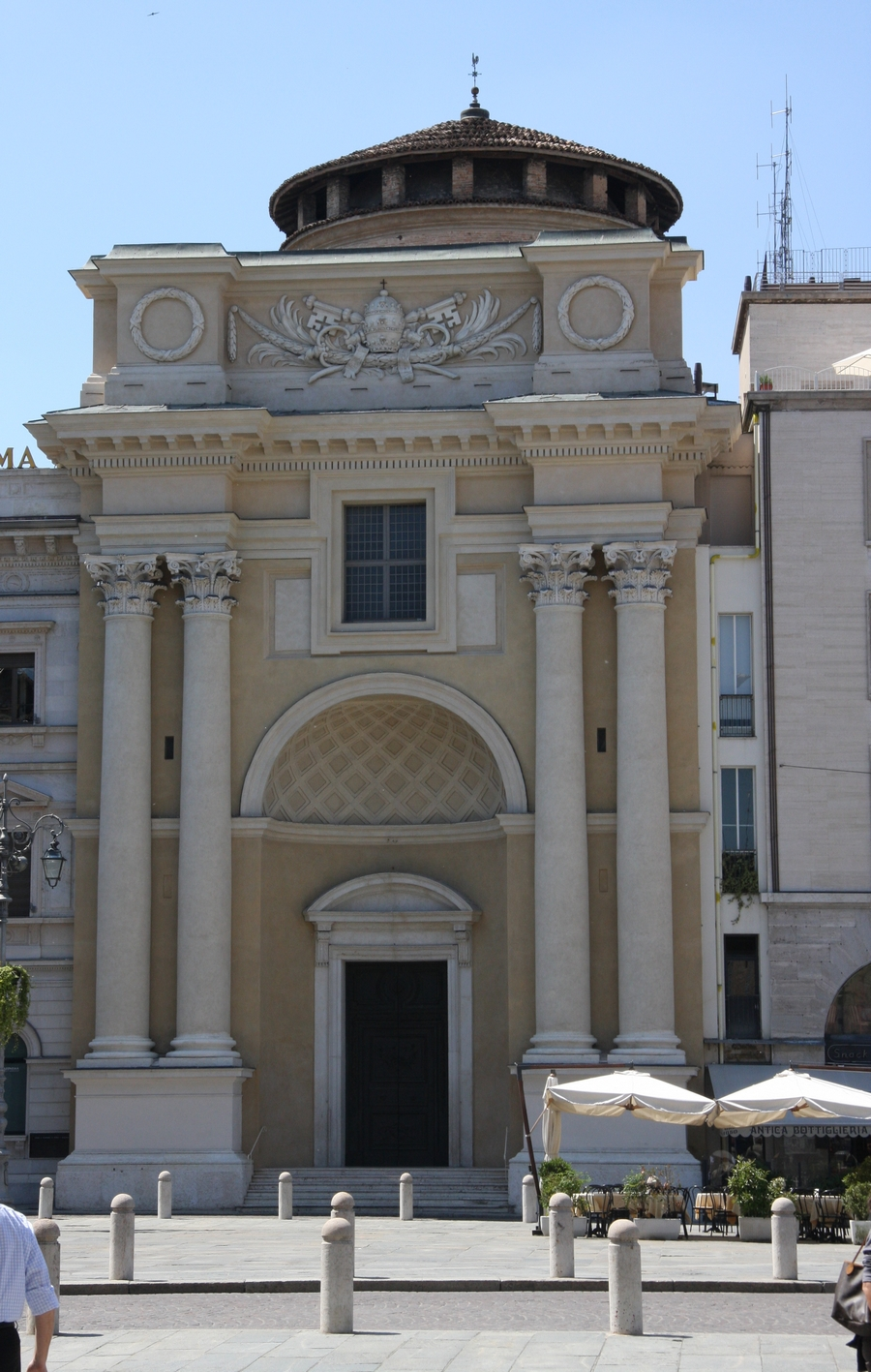
L'église de San Pietro Apostolo, réalisation des Bourbon.
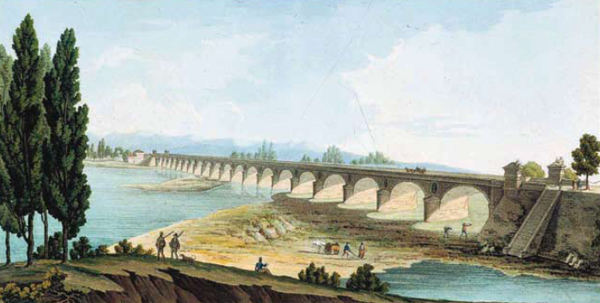
Le pont sur le Taro, réalisation de Marie-Louise d'Autriche
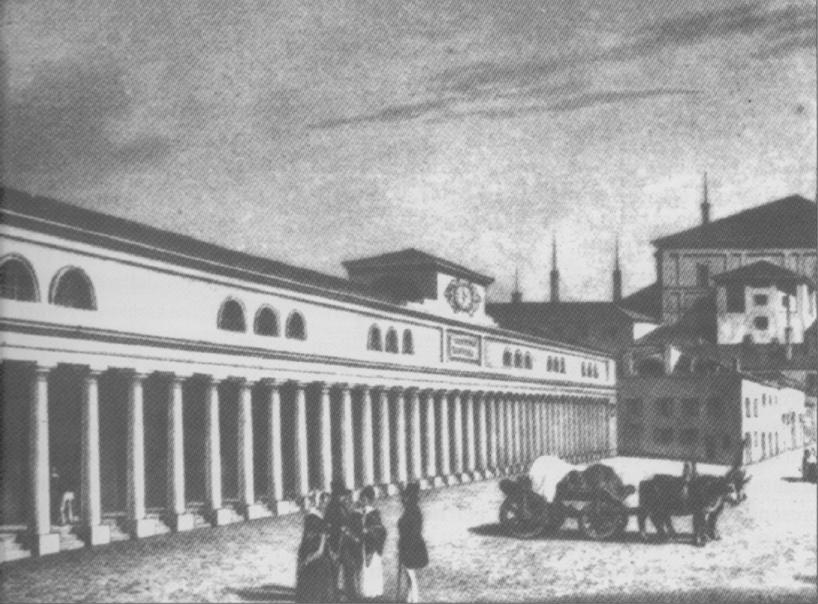
Les beccherie, réalisation de Marie-Louise d'Autriche.
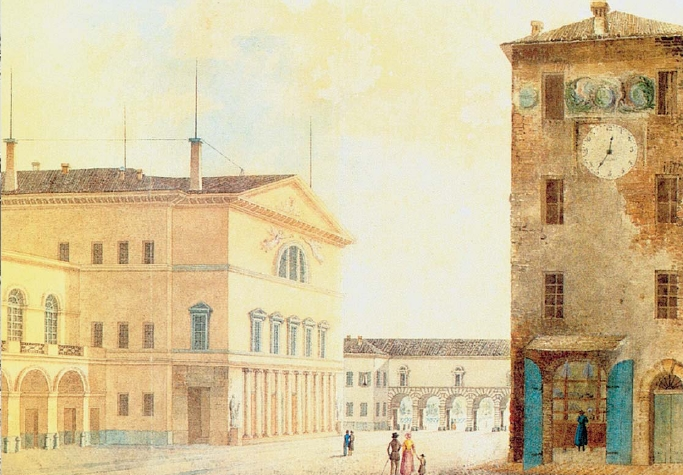
Le Teatro Regio, réalisation de Marie-Louise.

### Armée
L'armée ducale de Parme naît avec le duché, en 1545, mais c'est Octave Farnèse qui, en 1581, la structure en un organisme militaire stable au travers de milices. Celles-ci se composent d'un tiers de la population masculine apte à faire le service militaire. Rapidement, il s'avère que cette organisation pénalise la production agricole, et les paysans peuvent dès lors être exemptés en échange du paiement d'une taxe. Ils doivent cependant conserver chez eux leur armement et assurer du service, notamment l'ordre public. Cette diminution de la conscription nécessite de faire appel à des mercenaires.
À partir de 1694, François Farnèse, par nécessité et sûrement par goût des affaires militaires, réorganise et renforce les forces armées du duché. Comme tous les princes d'Italie, son but est de préparer Parme à faire face, sans pour autant y participer, aux futurs conflits du XVIIIe siècle qui mettront à contribution tous les États, leur faisant subir une partie du poids financier de ces guerres au travers de tributs ou de réquisitions de produits agricoles.
En 1701, la guerre de Succession d'Espagne pousse François Farnèse à enrôler vingt-huit compagnies, soit 2 400 hommes, dont les frais sont à la charge du duché. Il instaure une taxe sur les perruques et les couvre-chefs féminins. L'armement reste insuffisant, puisqu'un tiers des troupes est armé de piques. L'armée, qui se compose de 3 500 soldats réguliers, aurait pu contribuer à convaincre les belligérants de ne pas utiliser le duché comme champ de bataille, mais cela n'est pas le cas. Impressionné par la conduite de l'infanterie irlandaise lors de la bataille de Crémone, en 1702, il en engage une compagnie dont il fait ses gardes. En 1707, en raison du poids financier de l'occupation autrichienne, François Farnèse se résout à congédier une partie des troupes régulières. Il ne reste alors plus que deux régiments composés de quatorze compagnies qui portent pour noms leurs lieux de garnison, Parme et Plaisance.
De 1702 à 1713, une fonderie, installée dans le jardin du Palais ducal de Parme, réalise au moins quatre canons et diverses pièces mineures en bronze. François, en sa qualité de grand magistère de l'ordre sacré et militaire constantinien de Saint-Georges, met sur pied en 1717 le régiment Constantinien qui prend part à la guerre de Venise contre les Ottomans en Dalmatie.
En 1731, après la disparition du dernier duc Farnèse, Antoine, les Autrichiens, qui occupent le duché, congédient les lanciers et les troupes de fortune qui rejoignent en partie la république de Venise à la demande de celle-ci. Certains entrent au service de l'armée autrichienne, comme en témoigne la présence d'une compagnie de Parmesans au sein des troupes autrichiennes qui répriment avec les troupes génoises, la même année, une révolte en Corse.
Avec l'arrivée du roi d'Espagne Charles III précédé de troupes espagnoles en 1734, les dernières unités des ducs Farnèse sont dissoutes, à l'exception des milices.
Parme et ses territoires devenus département du Taro, les lois françaises s'appliquent qui s'accompagnent de la conscription militaire dépendant de la 28e division de Gênes. Chaque district doit fournir de 500 à 1 000 hommes ce qui est à l'origine du mécontentement de la population et de révoltes, durement réprimées.
Au retour de Marie-Louise d'Autriche, un décret du 20 août 1814 crée un corps de dragons, qui lors de l'annexion au royaume de Sardaigne intègre le corps des Carabiniers. Le duc de Parme Charles III, qui se passionne pour la chose militaire, fait croître les effectifs de ses troupes jusqu'à 6 000 hommes. En raison de la charge financière qu'ils représentent, son épouse Louise d'Artois réduit le nombre de soldats à 2 700 hommes lorsqu'elle accède à la régence.

## Économie
Le duché connaît des crises économiques structurelles ou liées au contexte international. Ainsi, les dépenses engagées par Alexandre Farnèse pour guerroyer dans les Flandres sont telles qu'elles affectent les finances publiques, et le duc met fin à nombre de commissions créées par son père. Sous Ranuce II, les crises économiques mettent à mal la banque Monte Farnese qu'il a créée à Rome pour recueillir le capital des épargnants en s'appuyant sur le prestige de son nom.
Au XVIIIe siècle, avec la disparition du modèle féodal, le duché connaît une crise financière auquel la mégalomanie des Farnèse, par leur ponction sur l'État et les localités, a largement contribué. Celle-ci s'accompagne d'exemptions et de privilèges à diverses catégories telles que le clergé, la noblesse, les militaires. Guillaume Du Tillot, soutenu par la France et l'Espagne, s'attaque aux privilèges ecclésiastiques, notamment à leurs propriétés qui sont exonérées de tout impôt. Il modernise le cadastre ainsi que la comptabilité du duché en séparant les comptes de la cour de ceux du duché.
Le duché de Parme ne dispose pas de débouché maritime, ce qui limite sa capacité à faire du commerce international, comme en témoigne l'accord avec les marchands génois afin de bénéficier, sous les Farnèse, du marché méditerranéen

### Artisanat, industrie et agriculture
Après l'annexion par la France napoléonienne, le système de mesure local prend fin au profit de celui institué par les autorités françaises, mais il est remis en vigueur après la chute de l'Empire selon la volonté de la duchesse Marie-Louise d'Autriche. Les unités en vigueur dans le duché de Parme sont les suivantes :
- Les longueurs
  - Braccio (bras) = 12 once (once) x 12 punti (point) = 0,545 2 m.
  - Pertica (au pluriel pertiche, perches) = 6 braccia.
  - Braccio di sete (bras de soie) = 0,587 8 m.
  - Braccio di tela (bras de toile) = 0,639 5 m.

- Les superficies
  - Biolca (au pluriel Biolche) = 72 Tavole = 30,8144 ares = 3 081,439 m2.
  - Tavola (table) = 12 Piedi (pied) = 42,80 m2.
  - Piede (pied) = 144 once = 3,57 m2.
  - Oncia (once)= 0,297 50 m2.
  - Staio = 12 tavole x 4 perches au carré.

Employée dans l'Émilie et au-delà, la biolca est une unité de mesure très disparate d'une région à l'autre, puisqu'elle correspond à la surface que peut labourer en un ou deux jours une paire de bœufs, soit de 3 000 à 6 000 m2.
- Les capacités
  - Staio (sac) = 2 mine = 16 quartaroli = 47,040 litres.
  - Brenta = 36 pinte x 2 Boccali = 71,672 litres.

- Les poids
  - Libbra (livre) = 12 once x 24 denari = 328 g.
  - Rubbo = 25 libbre.

Sous les Bourbon, Guillaume Du Tillot tente de résoudre le chômage. La faible productivité et les faibles connaissances techniques sont des maux endémiques, même si la présence à Parme d'une cour, d'institutions et d'une université alimente un commerce de luxe et le développement d'un artisanat local. Du Tillot cherche à développer la production artisanale d'articles de mode, de plumes, draps, gants, de verre et de meubles, et à attirer des maîtres artisans français et suisses pour acquérir leur savoir-faire,. Les activités de transformation agricole sont celles des cocons et de la soie, de la transformation du lait et la production de viande de porc.
En ce qui concerne la transformation du lait notamment en parmigiano reggiano, une charte de 1612 impose aux producteurs de parmesan l'interdiction d'importer des meules de fromage issues de l'aire Cornocchio, Fontevivo, Madregolo, Noceto et des environs de Parme, ce qui constitue une appellation d'origine protégée avant la lettre. Au cours de son voyage à travers l'Italie en 1644, Pierre Duval, géographe officiel du roi de France Louis XIV, note que les Vénitiens achètent de grandes quantités de parmesan pour Constantinople. Cependant la production du fromage parmigiano reggiano décroît au cours du XVIIIe siècle, en raison des saccages des troupes d'occupation qui utilisent le bétail pour leur alimentation, accaparant les meules. Ils sont à l'origine d'épizooties, dénombrées en 1703, 1713, 1738, 1746 et 1797.
Du Tillot prend des mesures pour protéger la production aussi bien en termes d'importation que d'exportation. En 1755, le duc Philippe Ier de Parme transforme à l'inverse de grandes zones de pâturage en réserves de chasse. Les difficultés s'accroissent pendant la période napoléonienne lorsque les occupants favorisent les produits français en imposant des droits de douane à l'exportation. Cela profite aux producteurs de Lodi.
À partir de 1815, la faible activité manufacturière connaît aussi la concurrence française et britannique. Avec l'intégration du duché au royaume de Sardaigne, l'activité artisanale et commerciale diminue en raison de la concurrence que constituent les autres villes du royaume. Il en est de même de nombreux établissements étatiques et d'institutions publiques tels que l'imprimerie ducale, l'armée et le collège militaire.
Tout au long de l'existence du duché, les conditions de vie de sa population restent difficiles, surtout dans les campagnes. Malgré l'introduction de la culture de la pomme de terre par Du Tillot en 1768 et les tentatives de modernisation de l'agriculture par Giambattista Guatteri, celle-ci reste très arriérée et ne permet pas de nourrir convenablement la population.

### Monnaie
Lors de la création du duché, le duc Pierre-Louis Farnèse obtient du pape Paul III le pouvoir de frapper monnaie, renouvelant ainsi un droit ancestral. En effet, l'histoire de la monnaie, à Parme et Plaisance, débute probablement sous le règne du roi Didier de Lombardie mais c'est Charlemagne qui, au cours d'un de ses séjours à Parme (en 781 ou 787), a donné le droit de battre monnaie, comme en témoignent deux pièces avec les lettres PARM. Un « hôtel des Monnaies », la zecca en italien, a donc été fondé à l'époque du premier duc, dans les deux villes. Suivant les périodes, les monnaies portent le nom de sou, ducatone, testone ou lire.
L'émission de monnaie se poursuit durant toute la durée du duché, d'abord sous les Farnèse, depuis Alexandre, avec un des premiers thalers de 80 sous frappé dans la péninsule italienne, jusqu'à Ranuce II Farnèse. le duc de Parme Ferdinand Ier rénove l’hôtel des Monnaies sous l'impulsion de Du Tillot. En raison de son éloignement de la cour, ce n'est qu'en 1783 que l'hôtel des Monnaies produit des pièces, 10 sous, une doppia da otto et une doppia da tre. Ferdinand Ier, apprenant que des pièces étrangères identiques à celles émises mais d’une valeur inférieure circulent dans le duché, rappelle toutes les pièces nationales pour les marquer et les différencier des pièces étrangères. Il ordonne aussi que le cours des monnaies des villes de Parme et Plaisance soit uniformisé et, en 1799, l'hôtel des Monnaies de Plaisance est fermé.
Sous l'occupation napoléonienne, l’hôtel des Monnaies est mis en sommeil et Médéric Louis Élie Moreau de Saint-Méry conserve le système monétaire des Bourbon. Un décret impérial de janvier 1807 établit le rapport entre la monnaie parmesane et le franc, 4 lires et 1 sous pour 1 franc avant d'évoluer à 4 lires, 4 sous et un denier en 1809.
Sous Marie-Louise d'Autriche, le matériel de l'hôtel des Monnaies de Parme est jugé inutilisable et c'est l’hôtel des Monnaies de Milan, alors capitale du royaume de Lombardie-Vénétie, un État satellite de l'empire d'Autriche, qui est sollicité. Au cours de cette période, le système monétaire s'avère fluctuant : les monnaies étrangères sont en libre circulation et sont équivalentes à la monnaie nationale, ce qui a un effet néfaste sur le commerce. Pour mettre fin à ce désordre, un décret du 22 juillet 1819 prévoit la mise en circulation de pièces d’or et d’argent, des lires, qui sont frappées à Milan. Ce n'est que dix ans plus tard qu'un taux de change est mis en place pour les monnaies étrangères.
Après le retour des Bourbon au pouvoir, le duc de Parme Charles III envisage de rouvrir l’hôtel des Monnaies. Il confie cette tâche à Donnino Bentelli qui réalise une pièce de cinq lires, mais elle est jamais mise en circulation en raison de l'assassinat du duc. En 1859, lors de l'annexion du duché par le royaume de Sardaigne, l'hôtel des Monnaies disparaît définitivement.

## Société

### Population
En 1573, Parme est une capitale de 20 000 habitants. La population grimpe à 46 000 avant la peste de 1630 qui élimine de 15 000 à 20 000 d'entre eux. En 1698, un recensement de l'évêché dans les 31 paroisses indique 29 741 habitants puis la population continue à croître : 44 000 habitants en 1771 et 55 000 en 1727. En 1771, Parme et les territoires environnants comptent 177 000 âmes tandis que le duché en comprend 335 000. Ces chiffres sont approximatifs en raison de l'afflux de population dans la ville lors des différentes guerres.
En 1815, la population du duché s'élève à 426 512 habitants, l'écart avec l'année 1821 s'expliquant par les famines et les épidémies de typhus,, :
| 1771    | 1821    | 1822    | 1823    | 1824    | 1825    | 1826    | 1827    | 1828    |
| ------- | ------- | ------- | ------- | ------- | ------- | ------- | ------- | ------- |
| 335 000 | 411 847 | 417 098 | 420 675 | 425 959 | 432 916 | 435 844 | 441 171 | 445 633 |

| 1829    | 1830    | 1831    | 1832    | 1833    | 1853    | - | - | - |
| ------- | ------- | ------- | ------- | ------- | ------- | - | - | - |
| 448 769 | 451 875 | 454 080 | 460 759 | 465 673 | 500 000 | - | - | - |

La population est en majorité analphabète. Elle reste soumise à la gestion féodale des propriétaires terriens, ce qui conduit les paysans à abandonner la campagne. Ils viennent renforcer les rangs des mendiants en ville ou émigrent. Cette situation perdure au XVIIIe siècle et au-delà. La population des montagnes part souvent de l'automne au printemps pour la Toscane ou la Corse, tandis que la population de la plaine du Pô se rend dans le royaume de Lombardie-Vénétie. Compte tenu de la pauvreté de la population, le gouvernement français qui administre le duché abaisse à un franc la taxe sur les passeports tandis que Marie-Louise d'Autriche la supprime. Le phénomène prend une telle importance que son successeur réalise, en 1858, une campagne de statistique pour en mesurer l'ampleur.
L'émigration ne se limite pas à la péninsule et dès 1816, les autorités constatent une augmentation de la demande de passeports pour Gênes et les Amériques, ce qui s'explique par la famine qui suit les changements climatiques liés à l'éruption volcanique du Tambora en Indonésie et par l'organisation d'un trafic vers l'étranger par le directeur de la police ducale. Les archives de Parme de 1858 montrent une émigration vers de nombreux pays : la France, le Royaume-Uni, l'Espagne, l'Allemagne et même des contrées plus surprenantes telles que Constantinople ou Saint-Pétersbourg. Une statistique concernant Paris indique 92 personnes habitant rue Sainte-Marguerite et 54 à proximité, au 14 rue d'Aligre, dont les deux tiers sont des musiciens ambulants.
L'exode des enfants est particulièrement important. Afin de réduire le nombre de bouches à nourrir, les enfants, dès 12 ans, sont confiés à des marchands ambulants ou à des joueurs d'orgue de Barbarie pour, dans le meilleur des cas, un salaire mensuel reversé directement aux parents. Les conditions de vie de ces enfants sont désastreuses : ils sont souvent contraints à des marches interminables, mal vêtus, mal chaussés et mal traités. Certains meurent des mauvais traitements reçus de leurs patrons. Le journal La Repubblica évoque, dans un article de 2009, l'exode de 2 022 enfants dont 512 ne reviennent pas. De telles situations provoquent des débats dans différents journaux européens. Le 27 octobre 1852, le duc de Parme Charles III tente de mettre fin à l'émigration des mineurs et émet une loi qui interdit la sortie du territoire des enfants s'ils ne sont pas enregistrés sur le passeport d'un parent. La loi est publiée dans tous les pays mais avec le retour des famines, des dérogations sont rapidement accordées,.
Lors de l'intégration dans le royaume de Sardaigne, le nombre d'habitants s'élève à 256 029 personnes. Sept pour cent de la population vit dans les centres urbains, tandis que 54,5 % des sujets vivent dans des maisons disséminés sur le territoire. La population de Parme diminue au cours de la décennie suivante en raison de la réduction du nombre d'activités artisanales et commerciales qui suit la fin du duché. Un recensement effectué la même année montre que l'industrie est très peu développée, avec 897 établissements, et essentiellement alimentaire : 372 moulins à grains, des laiteries, des producteurs de viandes et des fabricants de pain et de pâtes. Ces fabriques emploient en moyenne 5 salariés, une seule atteint 100 salariés. De plus, elles sont très en retard technologiquement, seules deux utilisant des moteurs à vapeur.
Le taux d'analphabétisme dans la nouvelle province représente 81,6 % de la population, soit un taux supérieur à la moyenne nationale (80,4 %) et régionale (78,1 %). Vingt ans plus tard, il n'atteint plus que 41,5 %. La population qui parle plus ou moins bien l'italien est estimée à 2,5 %, l'essentiel des habitants s'exprimant en dialecte parmesan.

### Religion
Le duché est de confession catholique. Parme a un passé religieux ancien : érigée en diocèse avant 366, le premier évêque connu est Urbain.
L'Église du duché connaît les mêmes événements que celle de l'Europe catholique. L'Inquisition prend ses fonctions en 1588 et est supprimée par le duc de Parme Ferdinand Ier en 1769. Elle est réinstaurée en août 1780 jusqu'aux premières années du XIXe siècle. Cette interruption provoque la perte d'un grand nombre d’archives. Il existe deux sièges de l'Inquisition : à Plaisance, dans le couvent dominicain de San Giovanni in Canale (compétent sur Crémone et Crema au début de son instauration), et à Parme, dans le couvent dominicain de San Pietro Martire (it) à l'intérieur du Palazzo della Pilotta. Cette institution est occupée par une trentaine d'inquisiteurs qui doivent être âgés d'au moins quarante ans, être titulaires d'un magistère en théologie et ne pas être originaires du duché.
Il existe peu d'informations sur le nombre de personnes poursuivies, bien qu'une note de 1769 évoque 165 dossiers pour les deux siècles d'existence du tribunal. Les cas les plus délicats sont traités par Rome. La tâche principale du bureau est de s'assurer du respect de la pensée religieuse. Ainsi, en septembre 1677, 1 200 ouvrages sont brûlés devant la chapelle de l'Inquisition à la Pilotta. L'institution juge les cas de vols d'objets religieux, de blasphèmes, de fréquentation de juifs et de lecture de livres interdits.
Au cours de la période des Lumières, Du Tillot, soutenu par les cours bourboniennes, France, Espagne, Naples et conseillé par le théatin Paolo Maria Paciaudi, s'oppose aux privilèges ecclésiastiques. En octobre 1764, il publie une loi, condamnée par le Saint-Siège, qui interdit le passage des biens en biens de mainmorte. Les jésuites sont chassés en février 1768 et les biens de nombreux ordres sont confiés aux instituts de bienfaisance et d'instruction publique.
Cette politique se renouvelle en 1810, alors que le duché est un département français. En 1810, Napoléon Ier abolit par décret les confraternités et les ordres monastiques, ce qui provoque la fermeture de centaines d'églises et de couvents. Ils deviennent la propriété du « Monte Napoleone » et sont revendus, permettant ainsi l'émergence d'une nouvelle bourgeoisie. Nombre de ces ordres et couvents sont rétablis sous Marie-Louise d'Autriche.
Le duché est partagé en quatre diocèses : Parme divisée en 7 préfectures, 29 vicariats et 323 paroisses, Plaisance avec 33 vicariats et 362 paroisses, Borgo San Donnino (l'actuelle Fidenza érigée en siège épiscopal en 1601 par Clément VIII) avec 7 vicariats et 56 paroisses et Guastalla avec 12 paroisses. Le duché comprend huit synagogues.

### Culture

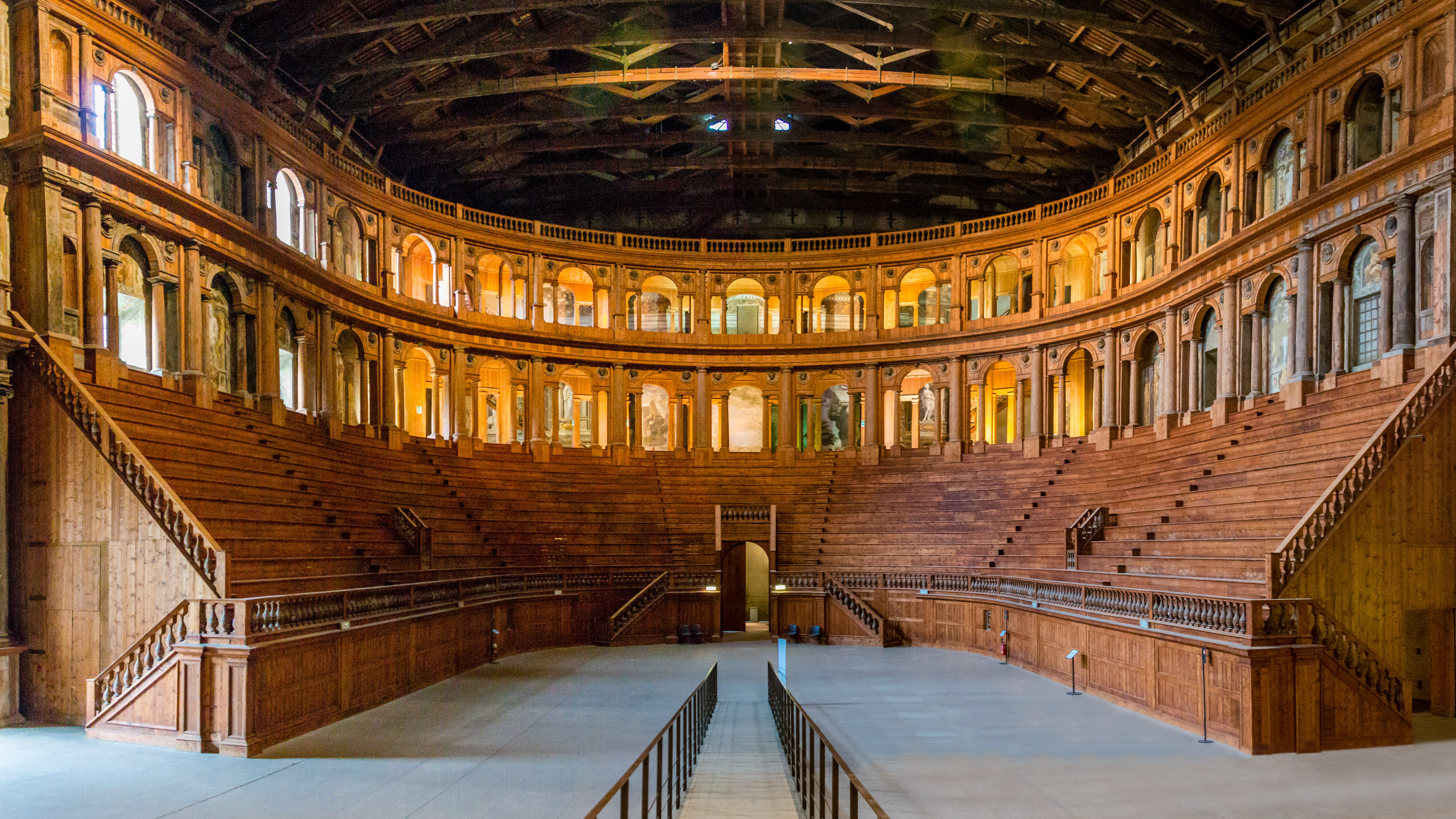
Le théâtre Farnèse.

Dès le règne d'Octave Farnèse, le duché est le centre d'une grande activité musicale qui attire des compositeurs comme Claudio Merulo. La musique est enseignée dans le collège des Nobles (it), institué par Ranuce Ier Farnèse et qui reçoit des jeunes nobles de toute l'Europe. Des mélodrames sont présentés dans le théâtre Farnèse, construit à partir de 1618 dans les murs du Palazzo della Pilotta. Il peut recevoir mille personnes et dispose d'une vaste scène. En 1603, une compagnie des violons formée de cinq artistes est constituée et, en 1621, Francesco Pio, un compositeur parmesan, devient préfet de la musique.
Sous les Bourbon, l'art typographique prend de l'essor grâce à la venue de Giambattista Bodoni qui modernise la typographie ducale et crée, en 1735, la Gazzetta di Parma qui paraît encore actuellement. L'académie royale des beaux-arts (1752) et la bibliothèque royale (1762) qui souscrit à trente abonnements à l'Encyclopédie sont créés.
En 1821, Marie-Louise d'Autriche crée également le conservatoire Arrigo Boito de Parme, où étudie bien plus tard le grand chef d'orchestre Arturo Toscanini. Le compositeur symbole du Risorgimento, Giuseppe Verdi, auquel Marie-Louise a accordé une bourse d'études, lui consacre une de ses premières œuvres, I Lombardi alla prima crociata (1843).
Dans le palais de la Pilotta, Marie-Louise fait installer une bibliothèque, un musée archéologique et une pinacothèque. Parmi les nombreuses œuvres, on trouve aussi la statue de la duchesse représentée en Concorde, d'Antonio Canova. En 1833, elle fait créer une salle pour les Archives d'État et, en 1834, l'expansion de la bibliothèque est achevée. La souveraine fait fusionner le collège Lalatta et le collège des Nobles en une seule institution, le Collège Marie-Louise, toujours existant, qui est confié à l'ordre des Barnabites,. Elle fonde l'école de la compagnie des enfants de troupe destinée aux enfants des officiers et sous-officiers.